# Ота, Хироко
Хироко Ота (яп. 大田弘子 о:та хироко, 2 февраля 1954, Кагосима (город), Япония) — японский экономист и политик, профессор Высшей школы политических наук национального университета, министр экономической и налоговой политики Японии в период 2006—2008 годах.

## Биография
Хироко родилась 2 февраля 1957 года в городе Кагосиме, а в 1972 году окончила среднюю школу в этом же городе. В 1976 году получила степень бакалавра социологии в университете Хитоцубаси.
Преподавательскую деятельность начала в должности научного сотрудника Японского института страхования жизни (1981—1996).
В 1993—1996 годах параллельно читала лекции как приглашенный доцент в Осакском университете, а в 1996—1997 годах преподавала штатным доцентом в Высшей школе политических наук Сайтамского университета.
С октября 1997 года читала лекции в качестве доцента, а с 2001 года уже в качестве профессора в Высшей школе политических наук национального университета.
В 2002—2003 годах директор по анализу политики в Кабинете министров Японии.
В 2003—2004 годах заместитель генерального директора, а в период 2004—2005 гг. генеральный директор по экономическим исследованиям в Кабинете министров Японии.
В 2006—2008 годах министр экономической и налоговой политики Японии.
В 2008 года вернулась в Высшую школу политических наук национального университета (GRIPS) на должность профессора, а в период 2009—2011 гг. была вице — президентом Высшей школы политических наук национального университета (GRIPS).
В 2012 году назначена внешнем директором JX Holdings.
В 2013 году назначена директором компании Panasonic.
В 2014 году назначена председателем правления Mizuho Financial Group.

## Основные идеи

### Программа развития экономики Японии
Ота активно выступает за снижение корпоративных налогов для активизации внутреннего потребления, а также с целью привлечения иностранных инвестиций, и чтобы местные компании не уводили капитал в другие страны,
отмечает негативные последствия от роста национальной валюты, что влечет снижение внутреннего потребления в стране, а также становится нерентабельно держать производство в внутри страны в связи с ростом издержек.
Отмечая, что Япония, имея высокий уровень государственного долга равному двум ВВП страны, а также высокий уровень налога на прибыль, равному в 35 % (в Сингапуре 17 %), низкий уровень внутреннего потребления, высокий уровень стоимости национальной валюты, в случае инфляции может ухудшить своё экономическое положение,
так как инфляция может и не простимулировать экономический рост, повышение цен может привести к обратному — к снижению экономическому росту экономики за счет снижения доходов населения и соответственно к снижению потребительского спроса.
Программа пятилетнего ускорения экономического роста Японии, к которой имела отношение Ота, включала в себя ускорение реального экономического роста с 2 % до 3 % за счет роста производительности, внедряя ряд специфических проектов, в том числе автоматизация учёта медицинских записей и бизнес трансакций, делая экономику Японии еще более открытой перед Азиатскими странами.